# Río Chaul-Chad
El río Chaul-Chad (en ruso: Чаул-чад) es un río del Gran Cáucaso en el distrito de Zelenchuk de la república de Karacháyevo-Cherkesia del sur de Rusia. Es un afluente del río Aksaút, uno de los componentes del Mali Zelenchuk, que desemboca en el río Kubán.
En su desembocadura hay un camping e instalaciones para la práctica de la equitación.

## Curso
Nace en las estribaciones septentrionales del Kizil-Aush-Duppur. Su curso, de unos 4.5 km discurre ladera abajo hasta la orilla izquierda del Aksáut.